# Raymond Vanier
Raymond Vanier (Orleães (Loiret), 6 de agosto de 1895 – Paris, 15 de agosto de 1965) foi um piloto de aviação e escritor francês. Foi um dos pioneiros das "Lignes Aeriennes Latécoére" (futura "Compagnie Générale Aéropostale").

## Obra
- "Tout pour la Ligne"